# ساي ألبيرتس
ساي ألبيرتس (بالإنجليزية: Cy Alberts)‏ هو لاعب كرة قدم أمريكي، ولد في 14 يناير 1882 في غراند رابيدز في الولايات المتحدة، وتوفي في 27 أغسطس 1917 في فورت واين في الولايات المتحدة. لعب مع سانت لويس كاردينالات.

## وصلات خارجية
- ساي ألبيرتس على موقع دوري كرة القاعدة الرئيسي (الإنجليزية)
- ساي ألبيرتس على موقعبيزبول رفرنس.كوم (الدوري الرئيسي) (الإنجليزية)
- ساي ألبيرتس على موقعبيزبول رفرنس.كوم (الدوري الثانوي) (الإنجليزية)
- ساي ألبيرتس على موقع مشجعي الرسوم البيانية (الإنجليزية)